# Парк Свободи (Дрогобич)
Парк Свободи (колишня назва: Парк Новонароджених) — це один з найбільших парків міста Дрогобича, що знаходиться на вулиці Володимира Великого.

## Історія
Напочатку 1960-х років, коли Дрогобич почав активно розбудовуватися, появилася потреба у нових зелених зонах, що призвело до розробки проекту нового парку місцевим архітектором Петром Сметаною, що мав би бути у пішохідній досяжності для двох нових мікрорайонів міста — мікрорайонів Коновальця (у радянські часи носив назву Мікрорайон Миру) та Володимира Великого. У тому проєкті передбачався великий відпочинковий парк із великим штучним озером, великою кількістю алей, відпочинковими зонами навколо малої річки, що протікає біля парку, різними спортивними та ігровими майданчиками. Водночас парк активно почав засаджуватися деревами, а серед місцевих появилася цікава традиція висаджувати по одному дереву на честь великої події у житті дитини, як правило. то це було на честь її народження, а тому вже у 1970-х роках була затверджена назва «Парк Новонароджених».
Цікавий факт — у 1961 році був знятий короткий документальний фільм «Парк радості» оператора Михайла Пойченка про висадку Парку Новонароджених.
З початком 1990-х років у парка появилися серйозні проблеми, адже з кожним роком його систематично почали урізати у площі, що продовжується і до сьогодні.

## Сучасний стан
Сьогодні парк занедбаний, а його територію все більше урізають на потреби комерції. Сьогодні парк вже і близько не асоціюється із щастям, дітьми, а став пристанищем для нарко- та алкозалежних. У парку можна побачити випадки інтимної близькості сексуального або еротичного характеру, також він є місцем наркоторгівлі. Через близькість до однієї з головних вулиць міста та кількох ринків, парк сильно засмічений сміттям та екскрементами (у тому числі тварин).
Парк славиться суїцидальними випадками.
Однією із світлих плям у житті парку є щорічні волонтерські акції прибирання парку, що кожного року збирають масу небайдужих містян та безплатно прибирають парк.
У 2022 р. обабіч парку, біля церкви Успіння Пресвятої Богородиці почалось будівництво адміністративно-розважального центру. Інвестор взяв обов'язок облагородити парк та доглядати за ним. Відкриття торгівельного центру відбулось у червні 2023 року; облаштували близько 3200 м² (32 а) парку, встановили дитячий майданчик зі штучним покриттям та лавки.